# Монтгомері (селище, Нью-Йорк)
Монтгомері (англ. Montgomery) — селище (англ. village) в США, в окрузі Орандж штату Нью-Йорк. Населення — 3834 особи (2020).

## Географія
Монтгомері розташоване за координатами 41°31′17″ пн. ш. 74°14′19″ зх. д. / 41.52139° пн. ш. 74.23861° зх. д. (41.521266, -74.238661).  За даними Бюро перепису населення США в 2010 році селище мало площу 3,75 км², з яких 3,64 км² — суходіл та 0,11 км² — водойми.

## Демографія
Згідно з переписом 2010 року, у селищі мешкало 3814 осіб у 1457 домогосподарствах у складі 995 родин. Густота населення становила 1017 осіб/км².  Було 1503 помешкання (401/км²).
Расовий склад населення:
| - 85,0 % — білих - 7,0 % — чорних або афроамериканців - 1,1 % — азіатів - 0,1 % — корінних американців - 4,5 % — осіб інших рас |

До двох чи більше рас належало 2,3 %. Частка іспаномовних становила 13,0 % від усіх жителів.
За віковим діапазоном населення розподілялося таким чином: 25,1 % — особи молодші 18 років, 61,9 % — особи у віці 18—64 років, 13,0 % — особи у віці 65 років та старші. Медіана віку мешканця становила 39,5 року. На 100 осіб жіночої статі у селищі припадало 91,9 чоловіків;  на 100 жінок у віці від 18 років та старших — 89,4 чоловіків також старших 18 років.
Середній дохід на одне домашнє господарство  становив 89 466 доларів США (медіана — 77 907), а середній дохід на одну сім'ю — 101 451 долар (медіана — 90 766). Медіана доходів становила 80 024 долари для чоловіків та 64 615 доларів для жінок. За межею бідності перебувало 4,3 % осіб, у тому числі 4,9 % дітей у віці до 18 років та 10,2 % осіб у віці 65 років та старших.
Цивільне працевлаштоване населення становило 1927 осіб. Основні галузі зайнятості: освіта, охорона здоров'я та соціальна допомога — 29,5 %, роздрібна торгівля — 10,9 %, будівництво — 9,7 %, публічна адміністрація — 8,9 %.